# جووانی اونوراتو
جووانی اونوراتو (ایتالیایی: Giovanni Onorato؛ ‏ ۷ فوریهٔ ۱۹۱۰ – ۲۳ فوریهٔ ۱۹۶۰) بازیگر اهل ایتالیا بود.
از فیلم‌هایی که وی در آن نقش داشته‌است، می‌توان به نامزدشده، دکتر آنتونیو، من کاپاتاز هستم، زن زناکار، نیروی سرنوشت، دن کامیلو و عالی‌جناب پپونه و آنتونیوی لیسبونی اشاره کرد.